# Хрисохір
Хрисохір (грец. «Златорук») — родич Київського князя Володимира Святославича, який, за повідомленням грецького історика Іоанна Скіліци, в 1024 році здійснив морський похід до острова Лемнос.

## Життєпис
Згідно з повідомленням Скіліци, під час усобиці після смерті Володимира у Візантії з'явився загін із 800 русів на чолі з родичем покійного князя Хрисохіром. Він пропонував прийняти його на службу. Представники візантійської влади на всяк випадок висунули вимогу залишити зброю і почали переговори. Хрисохір відмовився і, силою прорвавшись до міста Абідос, розбив пропонтидського стратега. Потім дійшов до острова Лемнос, де був оточений візантійським флотом. Там він знову відмовився підкоритися і загинув з більшістю своїх воїнів.
Хрисохіра намагалися ототожнити з синами Володимира — Позвіздом (Миколай Баумгартен) і Святополком Окаянним, який, за однією з версій, всупереч літописним відомостям, правив у Києві до самого 1023 року. Костянтин Цукерман трактує Хрисохіра як главу прихильників Святополка, які після загибелі патрона спробували пробитися з Подніпров'я до Середземного моря.